# Spork (bestek)

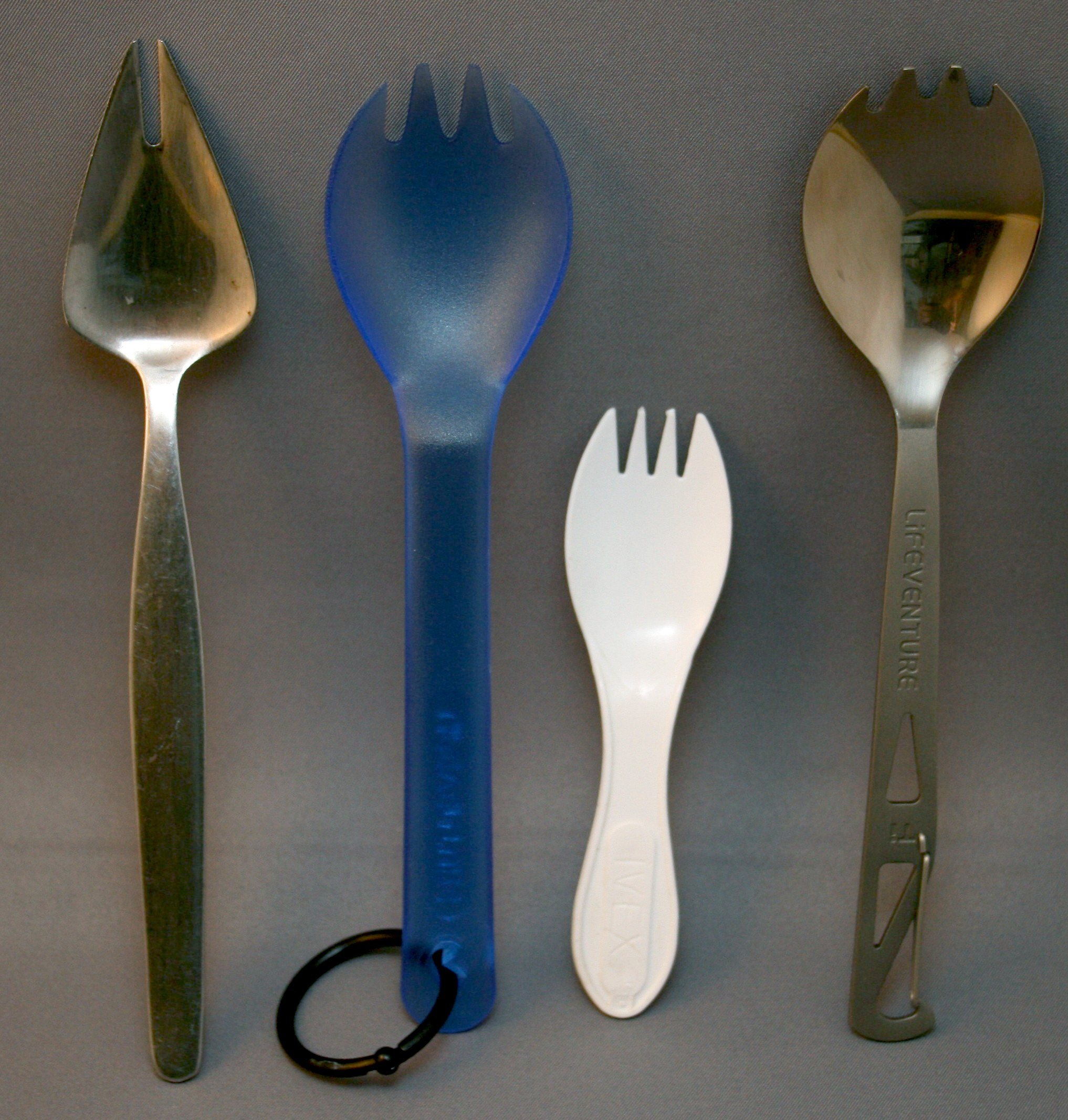
Vier soorten sporks

Een spork is een hybride soort bestek in de vorm van een ondiepe schep met de ronding van een lepel met twee tot vier inkepingen die het mede de functie van een vork geven. Spork-achtige gebruiksvoorwerpen, zoals de terrapinvork of ijsvork zijn vervaardigd sinds het einde van de 19e eeuw; patenten voor spork-achtige ontwerpen dateren van minstens 1874. Sporks worden onder meer gebruikt in fastfoodrestaurants, scholen, gevangenissen, uitrustingen voor militairen en backpackers en luchtvaartmaatschappijen.
Het woord spork is een samentrekking van de Engelse woorden voor lepel en vork, spoon en fork. Het woord verscheen in het supplement van 1909 bij de Century Dictionary, waar het werd beschreven als een handelsnaam en "een porte-manteauwoord toegepast op een lange, slanke lepel met aan het einde van de kom uitsteeksels die lijken op de tanden van een vork". Het woord "spork" werd later geregistreerd als handelsmerk in de Verenigde Staten en het Verenigd Koninkrijk.